# Medicine Jar

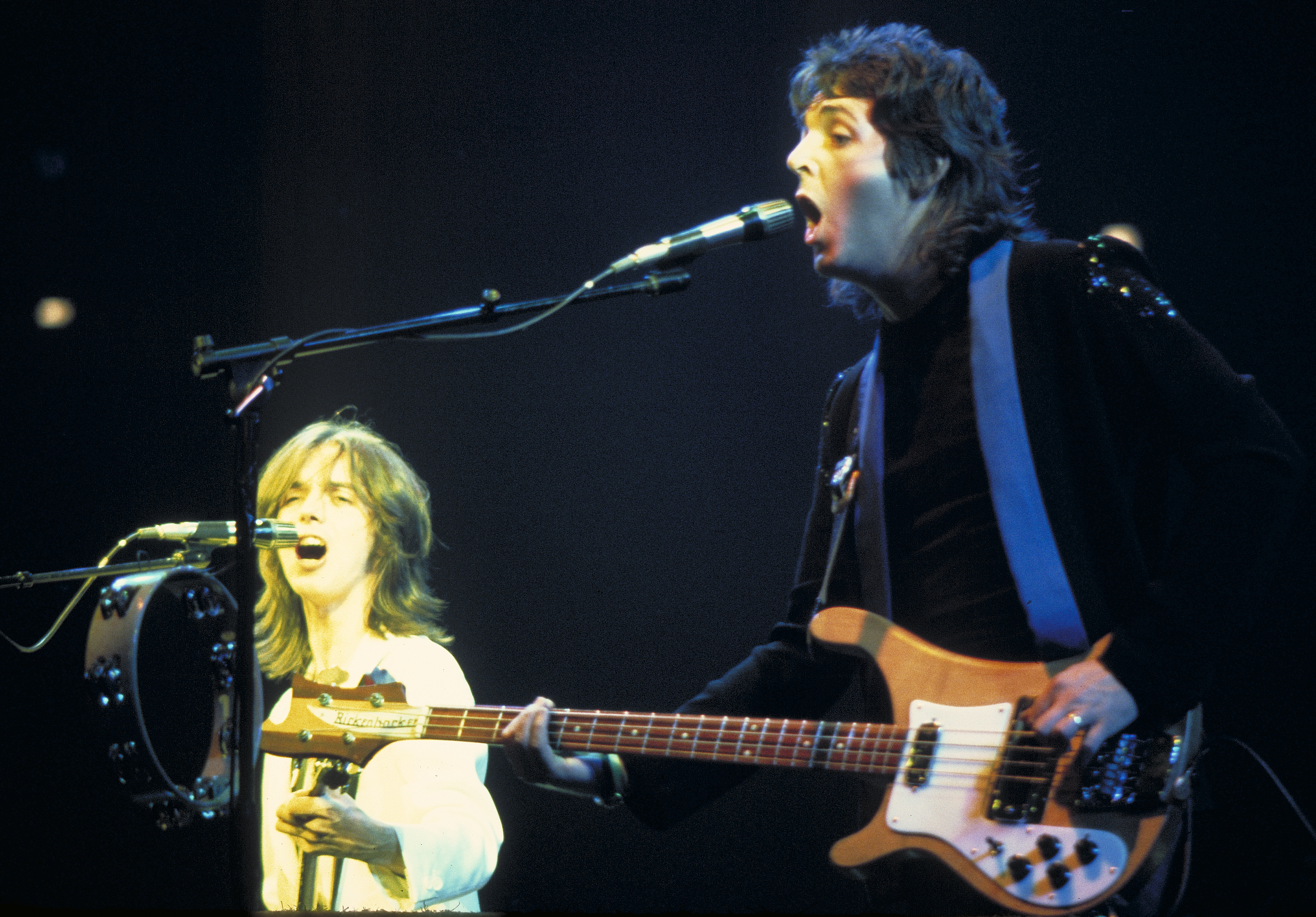
Paul McCartney y Jimmy McCulloch, en un concierto de Wings (1976)

«Medicine Jar» es una canción del grupo británico Wings, compuesta por Jimmy McCulloch y Colin Allen. Fue publicada en 1975 dentro de su quinto álbum de estudio Venus and Mars. Se tocaba normalmente en todos los conciertos de la banda, como tema de lucimiento de Jimmy, por ejemplo en el mítico Wings Over America de 1976, donde se toca con más brío.
Wings pasó siete semanas en Nashville a mediados de 1974, donde trabajaron en canciones como «Sally G». Durante su estancia, Paul McCartney escuchó por primera vez a Jimmy McCulloch trabajando en «Medicine Jar». La canción fue escrita a principios de los 70 por McCulloch y Colin Allen, que tocaba la batería junto a él en la banda escocesa Stone the Crows. Originalmente titulada «Itchy Fingers», la banda la grabó por primera vez en 1973 en un centro comunitario de Londres.
Wings grabó 'Medicine Jar' el 13 de noviembre de 1974 en Abbey Road Studios. Las grabaciones se mezclaron el 3 y el 6 de febrero de 1975 en los Sea Saint Studios de Allen Toussaint en Nueva Orleans, y la canción se completó en los Wally Heider Studios en Los Ángeles el 2 y el 22 de marzo.
La letra es muy crítica con la drogas: «Si te vienes abajo y pierdes la cabeza, te diré que sé cómo te sientes. Ahora tus amigos están muertos, muertos a tus pies. No llegarás muy lejos si sigues metiendo la mano en el bote de medicina». Según el propio Allen, mientras giraba con John Mayall en 1969, Colin se enamoró de una chica en Nueva York llamada Jeanette Jacobs, que era amiga de Jimi Hendrix y cantaba en un grupo femenino llamado «The Cake». Ella estaba muy enganchada a los estupefacientes, a pesar de las desesperadas advertencias del propio Colin. Jeanette falleció en 1982 debido a una epilepsia, como motivo oficial.
De manera tristemente premonitoria y contradictoria el propio Jimmy McCulloch, después de renunciar a seguir en Wings, en 1977, también falleció por una sobredosis de heroína en 1979, con solo 26 años. Las paradojas respecto a la letra de aviso antidrogas de «Medicine Jar» se repitieron cuando el propio Paul McCartney fue encarcelado 10 días en Japón por posesión de marihuana, en 1980, justo a mitad de una gran gira oriental de los Wings, lo que supuso uno de los motivos del principio del final de la propia formación inglesa.